# Рильська Харитина Хомівна
Харити́на Хо́мівна Ри́льська (1896 , Новоолександрівка, Вовчанський повіт, Харківська губернія, Російська імперія  — невідомо ) — українська радянська діячка, селянка. Депутат Верховної Ради УРСР 1-го скликання. 

## Біографія
Народилася 1896 року в багатодітній родині селянина-бідняка в селі Новоолександрівка, тепер  Вовчанський район, Харківська область, Україна. У родині батька було п'ятеро дітей, сам він мав півтори десятини землі. З дев'яти років працювала поденницею, з дванадцяти років — наймитувала у заможних селян. До 1928 року працювала у власному сільському господарстві.
У 1928 році однією з перших вступила до колгоспу, працювала на різних роботах, а після влаштування у 1930 році молочно-товарної ферми — доярка колгоспу імені Леніна села Новоолександрівки Вовчанського району Харківської області.
З 1934 року обиралася депутатом Новоолександрівської сільської ради, з 1936 року була членом Вовчанського районного виконавчого комітету Харківської області.
За високі надої молока 1936 року нагороджена орденом Трудового Червоного Прапора, того ж року брала участь у Всесоюзній нараді стахановців.
У листопаді — грудні 1936 року — делегат Надзвичайного VIII Всесоюзного з'їзду рад у Москві. 
Кандидат у члени ВКП(б) з 1937 року. 
26 червня 1938 року обрана депутатом до Верховної Ради УРСР 1-го скликання по Вовчанській виборчій окрузі № 250 Харківської області.
Станом на весну 1945 року — директор інкубаторної станції в місті Вовчанську Харківської області.

## Нагороди
- орден Трудового Червоного Прапора (22.02.1936)